# Saint-Jean-Saint-Nicolas
Saint-Jean-Saint-Nicolas – miejscowość i gmina we Francji, w regionie Prowansja-Alpy-Lazurowe Wybrzeże, w departamencie Alpy Wysokie.

## Demografia
Według danych na rok 1990 gminę zamieszkiwało 865 osób, a gęstość zaludnienia wynosiła 23 osoby/km². W styczniu 2015 r. Saint-Jean-Saint-Nicolas zamieszkiwało 1091 osób, przy gęstości zaludnienia wynoszącej 29,4 osób/km².